# Västergötlands runinskrifter 26
Västergötlands runinskrifter 26 är ett fragment av en vikingatida runristad gravhäll som funnits vid Häggesleds kyrka, Häggesleds socken och Lidköpings kommun. Stenen är ett fragment av en gavelhäll till en gravkista av Husabytyp. Stenen återfanns 1914 i en stenbro öster om kyrkan och förvaras på SHM. Fragmentet är av sandsten. Dess höjd är 0,55 meter och dess bredd 0,45 meter.

## Inskriften
Translitterering av runraden:
... ...bi × silu × hans ×
Normalisering till runsvenska:
... [hial]pi selu hans.
Översättning till nusvenska:
... hjälpe han själ.